# Gaio Vulcacio Tullo
Gaio Vulcacio Tullo (... – post 48 a.C.) è stato un militare romano.
Avrebbe militato, non si con quale carica (forse come questore forse come legato), nell'esercito di Gaio Giulio Cesare durante la conquista della Gallia. Fu forse al servizio di Cesare ininterrottamente dal 53 al 48 a.C. Nel 53 a.C. fu lasciato a presidiare il ponte sul Reno con 12 coorti. Partecipò anche alla guerra civile tra Cesare e Pompeo: le fonti lo ricordano a Durazzo nel 48 a.C., quando condusse un'azione vittoriosa contro le forze pompeiane.